# سرآب مورت
سرآب مورت دریاچۀ طبیعی کوچکی است که در شهرستان گیلانغرب در استان کرمانشاه واقع شده است. سرآب مورت در ابتدای ورودی شهر گیلانغرب از مسیر کرمانشاه و اسلام‌آباد غرب قرار گرفته است.
سرآب مورت و همچنین مجموعۀ رویشگاه طبیعی درختچۀ مورد در اطراف آن در اسفند ۱۴۰۰ توسط سازمان میراث فرهنگی در فهرست میراث طبیعی ایران قرار گرفته‌است.

## وجه تسمیه
نام سرآب مورت از درختچه‌های مورد گرفته شده که در اطراف آن می‌رویند. رویش گیاه مورد در ایران استثنایی بوده و سرآب مورت یکی از دو زیستگاه طبیعی درختچۀ مورد در ایران است.

## محوطۀ باستانی سرآب مورت
در محل سرآب و رویشگاه مورت سه محوطۀ‌ تاریخی شناسایی شده که با توجه به اهمیت مذهبی و قداست گیاه مورد احتمال داده شده که در گذشته کاربری مذهبی داشته و به دلیل رویش گیاه مورد ساخته شده‌باشند.